# 私立廣州大學

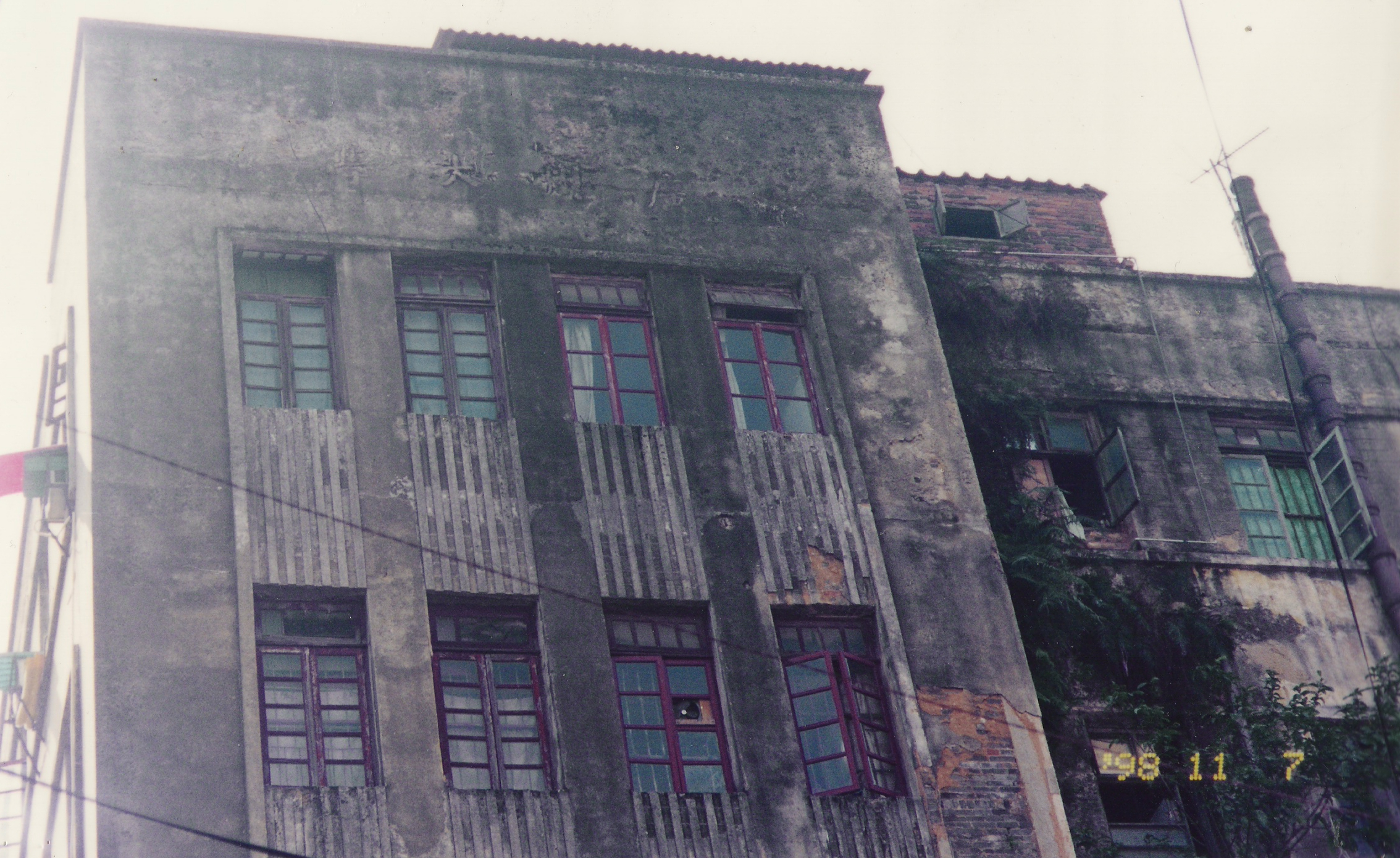
宿舍外牆上仍然依稀可見“廣州大學”字樣。

私立廣州大學是1927年至1951年位於廣東省廣州市的一所私立大學。校訓為“博學篤行”。

## 校史

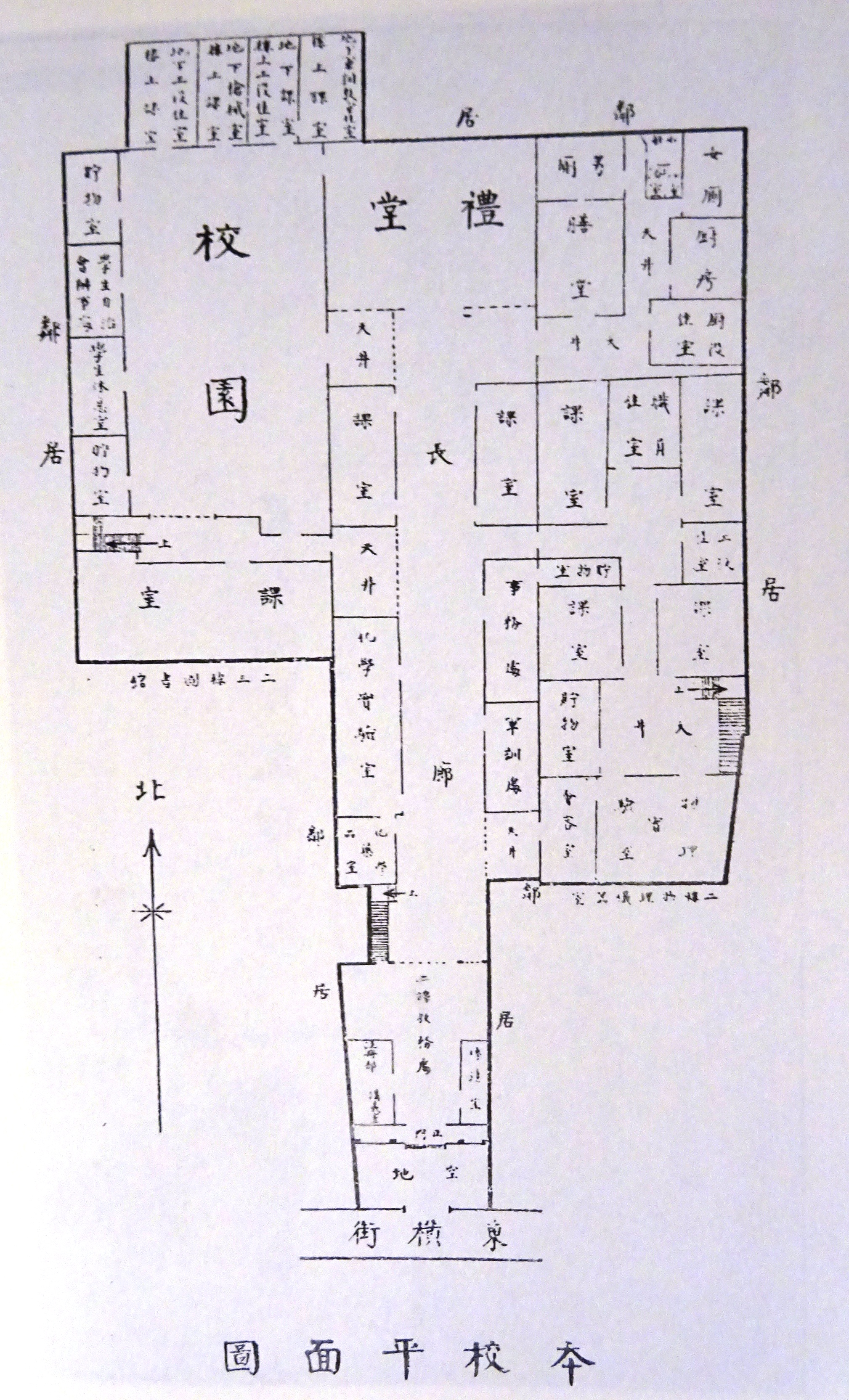
原東橫街校園圖。

- 1927年（民國十六年）1月，陳炳權（1896年－1991年，字公達，廣東省台山人，著名教育家、經濟學家）、吳在民等人創立私立廣州大學。
- 1928年，校方在廣州天香街（位於小北路）開辦附屬中學。
- 1930年8月，校方購買了廣州市東橫街（文德南路和萬福路交匯處）的舊警署作為校舍。
- 1938年10月，日本侵略軍攻佔廣州，淪陷前夕私立廣州大學遷至香港。
- 1941年12月，香港淪陷。在香港的私立廣州大學遷至粵北山區。
- 1944年秋，日本侵略軍進攻粵北，學校又遷到粵西山區。
- 1945年8月，抗戰勝利，私立廣州大學在廣州東橫街恢復運作。
- 1949年10月，中华人民共和国成立后，中国人民解放军广州市军事管制委员会充公了私立广州大学校舍。学校迁至香港，註冊成廣大書院（Canton College），成为已遷往台湾的中華民國教育部授权发学位之海外十三所大学之一；但後期大專部停辦，只開辦私立中學。
- 1951年2月，中国高等院校院系调整，私立廣州大學、私立廣東國民大學、私立文化大學、私立廣州法學院4間私立高校被當局合併成華南聯合大學。
- 1952年夏天，創辦人之一兼原校長陳炳權，將廣大在港分教處另立為廣僑書院，取廣州大學僑港分校意思[2]，以延續廣州大學血脈為目標。
- 1956年，在亞洲協會協助下，廣僑書院與另外四所播遷香港的院校，合併成聯合書院（陳氏繼續參與校政），並於次年與新亞書院及崇基學院成立「中文專上學校協會」。而在擬議成立聯合的初期，廣大書院亦擬加入，但後來退出。
- 1963年，香港中文大學成立，聯合書院成為三所成員書院之一，陳氏亦同時加入中文大學，服務至1965年9月退休。由此，私立廣州大學之血脈，最終由中文大學傳承。
- 1997年後，已遷往香港的廣大書院（新界葵涌和宜合道122號4樓）停办私立中學，至此私立廣州大學正式結束。

## 歷任校長
- 1927年－1931年：金曾澄（1879年－1957年）
- 1931年－1932年8月：陳炳權
- 1932年9月－1936年8月：金曾澄代理
- 1936年9月－1943年8月：陳炳權
- 1943年8月－1948年：王志遠代理
- 1948年8月－1949年：陳炳權
- 1949年－1951年：許崇清

## 附屬中學
1928年，私立廣州大學附屬中學（簡稱為「廣大中學」）成立，校址在廣州天香街。後由於日軍入侵關係，先後迁至香港、澳門、台山。

## 与新广州大学的关系
1993年1月，广州市教育委员会（现广州市教育局）发文（穗高教【1993】1号文《关于广州大学与私立广州大学衔接问题的批复》），同意“广州大学可与原私立广州大学的关系衔接，以利于加强海内外校友的联系，并为广州大学的进一步发展创造更有利的条件”。 　
1996年11月，在广州市人民政府的支持下，广州大学与原私立广州大学隆重举行衔接大会。中共广州市委副书记、广州市政协主席邬梦兆出席大会，并代表中共广州市委、广州市人民政府、广州市政协向新老广大顺利衔接表示祝贺。
2000年合并后的新广州大学将私立广州大学视为本校的最早溯源，校训保留“博学笃行”字句；而私立广州大学校友会在广州市人民政府的主持下，1996年11月同意与当时位于广州麓湖的原广州大学（2000年合并到新广州大学）校史相衔接，将其以及2000年后成立的新广州大学视为母校的延续。

## 遗迹变迁
东横街原私立广州大学，1950年代后归属广东省文教厅，后改建为宿舍大院，大院南起东横街，北可达仰忠街，后文教厅分立为教育厅和文化厅，大院被一分为二，南部变为东横街12号大院，北部变为仰忠街11号大院。 

### 剩余建筑
- 万川楼 建于1930年，系文学院用楼。现门牌越秀区文德路19号，由文德路小学南校区使用，列为文物保护清单。
- 全美至孝笃亲纪念堂，为校长陈炳权于1946年10月于美国大埠的全美至孝笃亲公所举行的恳亲大会上，提议敬请美洲各埠陈、胡、袁之团体及个人合力捐资兴建。旧有陈颖川总堂及陈文楼、陈孔芳、陈正珀、胡能济先生等之纪念室在内[4][5]。现门牌仰忠街11号大院2栋楼，1950年代后广东省文教厅曾在此开办幼儿园，现为广东省文教厅职工宿舍[6]。
- 图书馆兼大礼堂，现门牌仰忠街11号9栋楼。共和国成立后曾做过广东省实验中学教工宿舍，2008年被当局认定为危房，后住户迁出，一直空置。大楼业权为华侨所有[6]。

## 外部連結
- 廣州大學與陳炳權 （页面存档备份，存于）
- 南方都市報：《校長篇·陳炳權》非奇才、缺異賦，孺子牛卻有一腔熱情